# Sausage Party
Sausage Party is een Amerikaanse 3D-computeranimatiefilm uit 2016 onder regie van Greg Tierman en Conrad Vernon. De film ging in première op 14 maart op het South by Southwest filmfestival.

## Verhaal
In de Shopwell-supermarkt wachten de groenten en andere voedingswaren met spanning om uitgekozen te worden door de mensen die door hen aangezien worden als goden. Maar bij de mensen thuis komen ze achter hun verschrikkelijk lot. Ze worden namelijk in stukken gesneden, geraspt of levend gekookt en daarna opgegeten. Barry, een van de worstjes, vlucht naar de supermarkt om zijn lotgenoten de verschrikkelijke waarheid te vertellen.

## Stemverdeling
| Personage                      | Stem            |
| ------------------------------ | --------------- |
| Frank Wienerton                | Seth Rogen      |
| Brenda Bunson                  | Kristen Wiig    |
| Carl                           | Jonah Hill      |
| Firewater / Tequila / El Guaco | Bill Hader      |
| Barry                          | Michael Cera    |
| Druggie                        | James Franco    |
| Honey Mustard                  | Danny McBride   |
| Mr. Grits                      | Craig Robertson |
| Darren                         | Paul Rudd       |
| Douche                         | Nick Kroll      |
| Sammy Bagel Jr.                | Edward Norton   |
| Teresa del Taco                | Salma Hayek     |
| Kareem Abdul Lavash            | David Krumholtz |
| Gum                            | Scott Underwood |